# Liste von Komponisten der Renaissance
Dieser Artikel versteht sich als Ergänzung des Artikels Musik der Renaissance und stellt eine Auswahl von Komponisten der Renaissance nach nationalen Schulen dar.

## Böhmen
- Kryštof Harant z Polžic a Bezdružic (1564–1621)

## Deutschland
- Alexander Agricola (1446–1506)
- Bartholomäus Agricola (um 1560–1621)
- Bonifacius Amerbach (1495–1562)
- Jobst von Brandt (1517–1570)
- Ludwig Daser (1526–1589)
- Benedictus Ducis (um 1492–1544)
- Johannes Eccard (1553–1611)
- Georg Forster (um 1510–1568)
- Jacobus Gallus (1550–1591)
- Hans Gerle (um 1498–1570)
- Hans Leo Haßler (1564–1612)
- Sigmund Hemmel (um 1520–1565)
- Johann Heugel (um 1510–1585)
- Paul Hofhaimer (1459–1537)
- Hans Judenkönig (um 1450–1526) auch: Hans Judenkünig
- Leonhard Lechner (um 1553–1606)
- Lorenz Lemlin (um 1495 – um 1549) auch: Laurenz Lemlin
- Thomas Mancinus (1550 – um 1612)
- Hans Neusidler (vor 1510–1563)
- Caspar Othmayr (1515–1553)
- Leonhard Paminger (1495–1567)
- Conrad Paumann (um 1410–1473)
- Hieronymus Praetorius (1560–1629)
- Hieronymus (III) Praetorius (1614–1629)
- Jacob Praetorius der Ältere (um 1520–1586)
- Jacob Praetorius der Jüngere (1586–1651)
- Johann Praetorius (1595–1660)
- Michael Praetorius (1571–1621)
- Andreas Raselius (um 1562–1602)
- Wolfgang Schmeltzl (um 1500 oder 1505 – um 1564)
- Ludwig Senfl (um 1486 – um 1543)
- Matthäus Waissel (um 1540–1602)

## England
- William Byrd (1543 oder 1544–1623)
- Richard Carlton (um 1558–1638)
- William Cornysh (um 1468–1523)
- John Dowland (unsicher: 1563–1626)
- John Dunstable (* um 1380 oder 1390; † 1453 in England)
- Walter Frye († um 1474)
- Anthony Holborne (um 1545–1602)
- Heinrich VIII. (1491–1547)
- Thomas Morley (1557–1602)
- William Mundy (um 1529 – um 1591)
- Robert Parsons (um 1535–1572)
- Leonel Power († 1445)
- Henry Stoning (zur Zeit Elisabeths I./James’ I.)
- John Taverner (um 1490–1545)
- Thomas Tallis (um 1505–1585)
- Edmund Turges (fl. ca. 1450–1510)
- Christopher Tye (um 1505 – um 1572)
- Robert White (1538–1574)
- John Wilbye (1574–1638)

## Franko-Flamen
- Anonymus (Brussels, Roy. Libr., Ms. 288, Album of Margaret of Austria, um 1430)
- Anonymus (Cambrai, Bl. Municipale, Ms.125-28, Zeghere van Male Songbook, 1542)

- Petrus Alamire (Petrus Imhoff/Peter van den Hove) (15. oder 16. Jahrhundert)
- Thoinot Arbeau (= Jehan Tabourot) (1520–1595)
- Jakob Arcadelt (um 1500–1568)
- Pierre Attaingnant (um 1530)
- Philippe Basiron (um 1450–1491)
- Jacquet de Berchem (um 1505 – um 1565)
- Antoine de Bertrand (bl. 1561–1582)
- Gilles Binchois (* um 1400; † 1460 in Hennegau)
- Cornelis Boscoop (1525–1573)
- Arnold von Bruck (um 1490–1554)
- Antoine Brumel (c. 1460 – c. 1515)
- Antoine Busnoys (um 1430–1492)
- Carpentras (um 1470–1548)
- Pierre Certon (unsicher: 1510–1572)
- Clemens non Papa (* um 1512; † 1555 oder 1556 in Middelburg)
- Loyset Compère (um 1445–1518)
- Guillaume Costeley (um 1530–1606)
- Dambert (fl. 1532–1549)
- Josquin Desprez (oder des Prez oder des Près) (* um 1440 oder 1450; † 1521 in Picardie, Hennegau)
- Guillaume Dufay (1397–1474)
- Thomas Fabri (bl. 1400–1415)
- Henry Fresneau (bl. 1538–1554)
- Derrick Gerarde (bl. 1540–1580)
- Claude Gervaise (um 1550)
- Claude Goudimel (1520–1572)
- Jean l’Héritier (um 1480 – a. 1552)
- Balduin Hoyoul (1548–1594)
- Heinrich Isaac (um 1450–1517)
- Claude Le Jeune (um 1530–1600)
- Clément Janequin (um 1485–1558)
- Mathieu Gascongne (1. Hälfte 16. Jahrhundert)
- Nicolas Gombert (* um 1500; † 1560 oder 1556 in Brügge)
- George de La Hèle (1547–1586)
- Orlando di Lasso (1532–1594) auch: Roland de Lassus
- Jacques Mauduit (1557–1627)
- Philippe de Monte (1521–1603)
- Guillaume Morlaye (um 1510–1558)
- Pierre Moulu (um 1485 – um 1550)
- Jean Mouton (1458–1522)
- Jacob Obrecht (* um 1457 oder 1458 in Gent; † 1505 in Ferrara)
- Johannes Ockeghem (um 1410 oder 1430–1497)
- Marbianus de Orto (um 1460 – um 1529)
- Pierre Passereau (bl. 1509–1547)
- Pierre Phalèse (um 1510 – um 1572)
- Johannes Reson (wirksam von 1525 bis 1535)
- Jean Richafort (um 1480–1547)
- Cornelis Rigo (15.–16. Jahrhundert)
- Cipriano de Rore (1516–1565)
- Philippe Rogier (um 1561–1596)
- Pierre de la Rue (ca. 1460–1518)
- Pierre Sandrin (bl. 1538–1561)
- Claudin de Sermisy (um 1490–1562)
- Tielman Susato (um 1510 oder 1515 – nach 1570) – auch: Tylman Susato
- Jacobus Vaet (1529–1567)
- Nicolas Vallet (1583–1642)
- Vassal
- Philippe Verdelot (1470 oder 1480 – vor 1552)
- Hieronymus Vinders (um 1510–1550)
- Matthias Hermann Werrecore (um 1500 – nach 1574)
- Giaches de Wert (1535–1596)
- Adrian Willaert (* um 1480 oder 1490; † 1562)

## Dänemark
- Melchior Borchgrevinck (um 1570–1632)
- Mogens Pedersøn (um 1585–1623)
- Hans Nielsen (um 1585 – nach 1626)
- Truid Aagesen (1593–1625)
- Jacob Ørn (vor 1600–1654)

## Italien
- Codex Faenza (um 1410 oder 1420)

- Felice Anerio (um 1560–1614)
- Marco Dall’Aquila (um 1480–nach 1538)
- Paolo Aretino (1508–1584)
- Filippo Azzaiolo (v. 1530 – ap. 1569)
- Giulio Cesare Barbetta (1540–1603)
- Vincenzo Bellavere (d. 1587)
- Pietro Paolo Borrono (bl. 1531–1549)
- Francesco Canova da Milano (1497–1543)
- Vincenzo Capirola (1474 – nach 1548)
- Antonio Caprioli (fl. c. 1500)
- Marco Cara (auch Marchetto Cara, um 1470–1525)
- Maddalena Casulana (bl. 1566/83)
- Girolamo Cavazzoni (um 1525 – nach 1577)
- Giuseppe Cenci († 1616)
- C. Crassini  (1561–1632)
- Giovanni Croce (1557–1609)
- Girolamo Dalla Casa († 1601)
- Giovanni Domenico da Nola (1510 oder 1520–1592)
- Guglielmo Ebreo da Pesaro (um 1420 – nach 1484)
- Stefano Felis (1538–1603)
- Alfonso Ferrabosco der Ältere (1543–1588)
- Andrea Gabrieli (1510–1586)
- Giovanni Gabrieli (um 1556–1612)
- Vincenzo Galilei (1520–1591)
- Antonio Gardano (1538–1569)
- Giovanni Giacomo Gastoldi (um 1550–1622)
- Don Carlo Gesualdo (1566–1613)
- Ruggiero Giovannelli (um 1560–1625)
- Giacomo Gorzanis (um 1525 – nach 1575)
- Marc’Antonio Ingegneri (1535/36–1592)
- Luzzasco Luzzaschi (1545–1607)
- Giorgio Mainerio (1530 oder 1540–1582)
- Luca Marenzio (1553 oder 1554–1599)
- Claudio Monteverdi (1567–1643)
- Giovanni Bernardino Nanino (um 1560–1623)
- Giovanni Maria Nanino (um 1545–1607)
- Cesare Negri (um 1536 – nach 1604)
- Giovanni Pierluigi da Palestrina (1525–1594)
- Francesco Patavino (bl. ca. 1500)
- Costanzo Porta (1528 oder 1529–1601)
- Giovanni Leonardo Primavera (um 1550– nach 1585)
- Mattio Rampollini (1497 – um 1553)
- François Roussel (Francesco Rosselli) (um 1510 – nach 1577)
- Vincenzo Ruffo (um 1510–1587)
- Francesco Spinacino (2. Hälfte 15. Jahrhundert – nach 1507)
- Bartolomeo Tromboncino (1470–1535)
- Orazio Vecchi (1550–1605)
- Nicola Vicentino (1511–1572)

## Spanien/Portugal
- Anonymus (Sevilla, Bibl. Columbina, Ms. 5-1-43, um 1430)

- Pere Alberch Vila (1517–1582)
- Pere Joan Aldomar (15./16. Jahrhundert)
- Joan Brudieu (1520–1591)
- Antonio de Cabezón (1510–1566)
- Bartomeu Càrceres (16. Jahrhundert)
- Manuel Cardoso (1566–1650)
- Juan del Encina (1468–1529)
- Racontra Esnuro (1487–1546)
- Pedro de Escobar (um 1465–1535)
- Mateu Fletxa el Vell (1481–1553)
- Miguel da Fonseca (fl. um 1540)
- Francisco Guerrero (1528–1599)
- Alonso Lobo (um 1555–1617)
- Duarte Lobo (um 1565–1646)
- Filipe de Magalhães (1571–1652)
- Manuel Mendes (um 1547 – 1605)
- Cristóbal de Morales (um 1500–1553)
- Alonso Mudarra (um 1508–1580)
- Diego Ortiz (um 1510 – um 1570)
- Francisco de Peñalosa (um 1470–1528)
- Tomás de Santa María (um 1510 oder 1520–1570)
- Bartolomeo Trosylho (um 1500 – um 1567)
- Juan Vásquez (um 1510 – um 1560)
- Tomás Luis de Victoria (1548–1611)
- Sebastián de Vivanco (um 1550–1622)
- Julià Andreu Vilanova (um 1530–1599)

## Polen
- Cyprian Bazylik (1535 – um 1600)
- Wojciech Długoraj (um 1557–1619)
- Mikołaj Gomółka (um 1535 – um 1591)
- Piotr z Grudziądza (um 1392 – um 1480)
- Krzysztof Klabon (um 1550 – um 1616)
- Mikołaj z Krakowa († um 1550)
- Marcin Leopolita (um 1540 – um 1584)
- Georg Liban (1464 – um 1546)
- Jakub Reys (um 1545 – um 1605)
- Wacław z Szamotuł (um 1520 – um 1560)

Für Komponisten des Frühbarock siehe Liste von Barockkomponisten.